# Вітка (Донецьк)
Ві́тка (Вѣтка) — колишнє робітниче селище, підпорядковувалося Донецькій міській раді.

## Загальні відомості
У 1920—1930-х роках органом самоуправління була Вітковська рудрада. Рудраді підпорядковувалися поселення рудника Вітка, Олександрівського, Бутовського, Гладковського рудників, Красноармійського (колишнього Путилівського заводу), на території Щегловського лісу.
Селище постраждало внаслідок геноциду українського народу, вчиненого урядом СССР у 1932—1933 роках, кількість встановлених жертв — 1315 осіб.
Станом на 2010-ті роки — місцевість у Київському районі Донецька.

## Також
- Перелік населених пунктів, що постраждали від Голодомору 1932-1933, Донецька область